# Aria cu management multifuncțional Baraboi
Arie cu management multifuncțional Baraboi reprezintă sector reprezentativ cu vegetație de luncă cu iarba câmpului stoloniferă. 

## Geografie
Arie cu management multifuncțional din lunca inundabilă a râului Răut „Baraboi” este amplasată în apropierea comunei Baraboi: 105 ha (raionul Dondușeni), comunei Fântânița: 36 ha (raionul Drochia) și a comunei Tîrnova: 8 ha - în apropiere de satul Briceva. Terenul ariei este deținut de întreprinderea Agricolă "Baraboi", întreprinderea Agricolă "Victoria" și întreprinderea Agricolă "Tîrnova".

## Importanță
Importanța științifico-cognitivă constă în cunoașterea și studierea speciilor de animale și a vegetației acvatice și palustre tipice. Aria protejată din cursul superior al râului Răut servește ca zonă de habitat și loc de cuibărit al păsărilor călătoare și sedentare, ca mediu de viață pentru ihtio-, batraco- și malacofauna caracteristică Repiblicii Moldova. Este posibilă folosirea teritoriului ariei protejate în calitate de bancă de semințe a speciilor de plante edificatoare de biocenoze rare și pe cale de dispariție. În același timp, aria protejată reprezintă un element estetic al peisajului și poate fi admirat și studiat de către turiști și specialiști.

## Flora
Specii de plante identificate în perimetrul ariei protejate:
- coada calului (Equisetum palustre)
- marșanția (Marchantia polymorpha)
- iarba câmpului stoloniferă (Agrostis stolonifera)
- firuță (Poa pratensis), coada-vulpii-de-luncă (Alopecurus pratensis)
- floare-de-leac (Ranunculus repens)
- trifoi mediu (Trifolium medium),
- trifoiul alb (Trifolium alba),
- trifoi-de-luncă (Trifolium pratense),
- rogoz spicat (Carex spicata),
- rogoz negru (Carex melanostachya),
- rogoz riveran (Carex riparia),
- papură latifolie (Typha latifolia),
- papură angustifolie (Typha angustifolia),
- limba câinelui (Cynoglossum officinale),
- cicoare (Cicorium inthibus),
- urzică mare (Urtica dioica),
- crin-de-baltă (Butomus umbellatus),
- rocoțel mediu (Stellaria media),
- buzdugan (Sparganium emersum),
- fumăriță medicinală (Fumaria officinalis),
- varga ciobanului (Dipsacus fullonum),
- silnic (Glechoma hirsuta),
- coada racului (Potentilla anserina),
- cinci degete (Potentilla reptans),
- pătlagina apei (Alisma gramineum),
- minta broaștelor (Mentha aquatica),
- timoftică-de-stepă (Phleum phleoides),
- răscoage (Chamerion dodonaei),
- ghizdei (Lotus corniculatus),
- vinețică (Ajuga reptans),
- nalbă mare (Althaea officinalis),
- pelin austriac (Artemisia austriaca),
- coada șoarecelui (Achillea millefolium),
- mușețel bun (Matricaria recutita).

## Fauna
Specii de animale identificate în perimetrul ariei protejate:
- specii de insecte, printre care și specia rară - podalir (Iphiclides podalirius) (VU);
- specii de reptile: șopârlă ageră (Lacerta agilis), șarpe de casă (Natrix natrix), specii de amfibieni: Izvorași cu burtă roșie (Bombina bombina), broasca râioasă verde (Bufo viridis) și broască de câmp (Pelobates fuscus) – inclusă în Cartea Roșie a Republicii Moldova;
- specii de păsări: Podiceps cristatus, Ixobrychus minutus, Egretta garzetta, Ardea purpurea, Ardea cinerea, Ciconia ciconia, Anas platyrhynchos, Anas querquedula, Anas clypeata, Aythya ferina, Circus aeruginosu, Gallinula chloropus, Fulica atra, Vanellus vanellus, Larus ridibundus, Upupa epops, Galerida cristata, Motacilla alba, Sturnus vulgaris, Pica pica, Parus major, Passer montanus printre ele și speciile incluse în Cartea Roșie: Ardeola ralloides, Egretta alba, Ciconia nigra, Crex crex, Cygnus olor, Pernis apivorus, Circus cyaneus;
- specii de mamifere: cârtiță (Talpa europaea), chițcan-comun (Sorex araneus), iepure-de-câmp (Lepus europaeus), nevăstuică (Mustela nivalis).

## Protecție
În vederea păstrării biodiversității, organelor public locale (comunale, raionale) se recomandă:
- Reglementarea pescuitului și vânatului;
- Restricționarea pășunatului și cositului neautorizat;
- Evitarea incendierii resturilor vegetale uscate;
- Ne admiterea depozitării deșeurilor industriale și menajere;
- Interzicerea tuturor activităților cu efect negativ asupra mediului.

Ministerului Agriculturii, Dezvoltării Regionale și Mediului (autoritatea centrală pentru mediu) se cere:
- Controlul respectării regimului de protecție;
- Propunerea măsurilor de management științific argumentat reieșind din situația la zi în perimetrul ariei protejate;
- Susținerea financiară a lucrările de ameliorare a situației privind conservarea florei, faunei și a calității apei, solului și aerului prin alocări la solicitare din Fondul Ecologic Național etc.